# Kraft Foods
Kraft Foods Group, Inc. là một tập đoàn chế tạo và sản xuất rau quả của Hoa Kỳ, trụ sở ở Chicago, ngoại ô Northfield, Illinois, Hoa Kỳ và là một phần của Kraft Heinz.
Công ty đã được tái cấu trúc trong năm 2012 khi tách ra từ Kraft Foods Inc, đến lượt nó đổi tên thành Mondelēz International. Tập đoàn Kraft Foods mới tập trung chủ yếu vào các sản phẩm thực phẩm cho thị trường Bắc Mỹ trong khi Mondelēz tập trung vào các thương hiệu bánh kẹo và snack quốc tế.